# Harmonie Ede
De Harmonie Ede is een harmonieorkest uit het Gelderse Ede.

## Ontstaan
De geschiedenis van De Harmonie in Ede start in 1908. In dat jaar werd een fanfarekorps De Heidebloem opgericht. De mobilisatie van 1914 zorgde voor het eind van De Heidebloem. Op 29 mei 1920 kwamen oud-leden van De Heidebloem bijeen en werd besloten een fanfarekorps op te richten. Snel na de oprichting was er de wens om van de fanfare een harmonie te maken. De naam van de fanfare werd gewijzigd in De Harmonie v/h EFC.
In 1932 ontstond verschil van mening over de positie van dirigent Franszen en het spelen op 1 mei, de Dag van de Arbeid. Een aantal leden zegden hun lidmaatschap op en richtten kort daarna de Edesche Harmonie op.

## Succes
Onder leiding van dirigent Felix Kwast werden successen geboekt: in 1935 was het orkest gepromoveerd naar de afdeling uitmuntendheid en al in 1937 bereikte De Harmonie de ereafdeling.
Ook na de Tweede Wereldoorlog waren er tal van activiteiten. Vooral bij deelname aan topconcoursen bleek de kwaliteit van het korps. Onder leiding van dirigent Stolp werden tal van ereplaatsen behaald tijdens verschillende concoursen, concerten en marswedstrijden. Zo werd De Harmonie tussen 1965 en 1975 negen maal achtereen kampioen van Nederland in de categorie Marsconcoursen Orkest KNFM.

## Fusie
In juni 2009 besloten De Harmonie en de Edese Harmonie weer samen verder te gaan. Zowel Harmonie als Edesche Harmonie kampten met terugloop van leden. En zo vormden de rivalen van weleer (de groenen en de blauwen) na zevenenzeventig jaar weer één vereniging. De vereniging vierde de fusie met een concert in CineMec met Karin Bloemen.
Het korps stond van 1988 tot 2012 onder leiding van Dick Roelofsen. Van 2013 tot 2023 stond het orkest onder leiding van Wolbert Baars.